# Agathis unicincta
Agathis unicincta är en stekelart som först beskrevs av William Harris Ashmead 1894.  Agathis unicincta ingår i släktet Agathis och familjen bracksteklar. Inga underarter finns listade i Catalogue of Life.